# 阿尔考德特德拉哈拉
阿尔考德特德拉哈拉，是西班牙卡斯蒂利亚-拉曼恰托莱多省的一个市镇。总面积156平方公里，总人口1782人（2001年），人口密度11人/平方公里。